# De Lichtenlijn

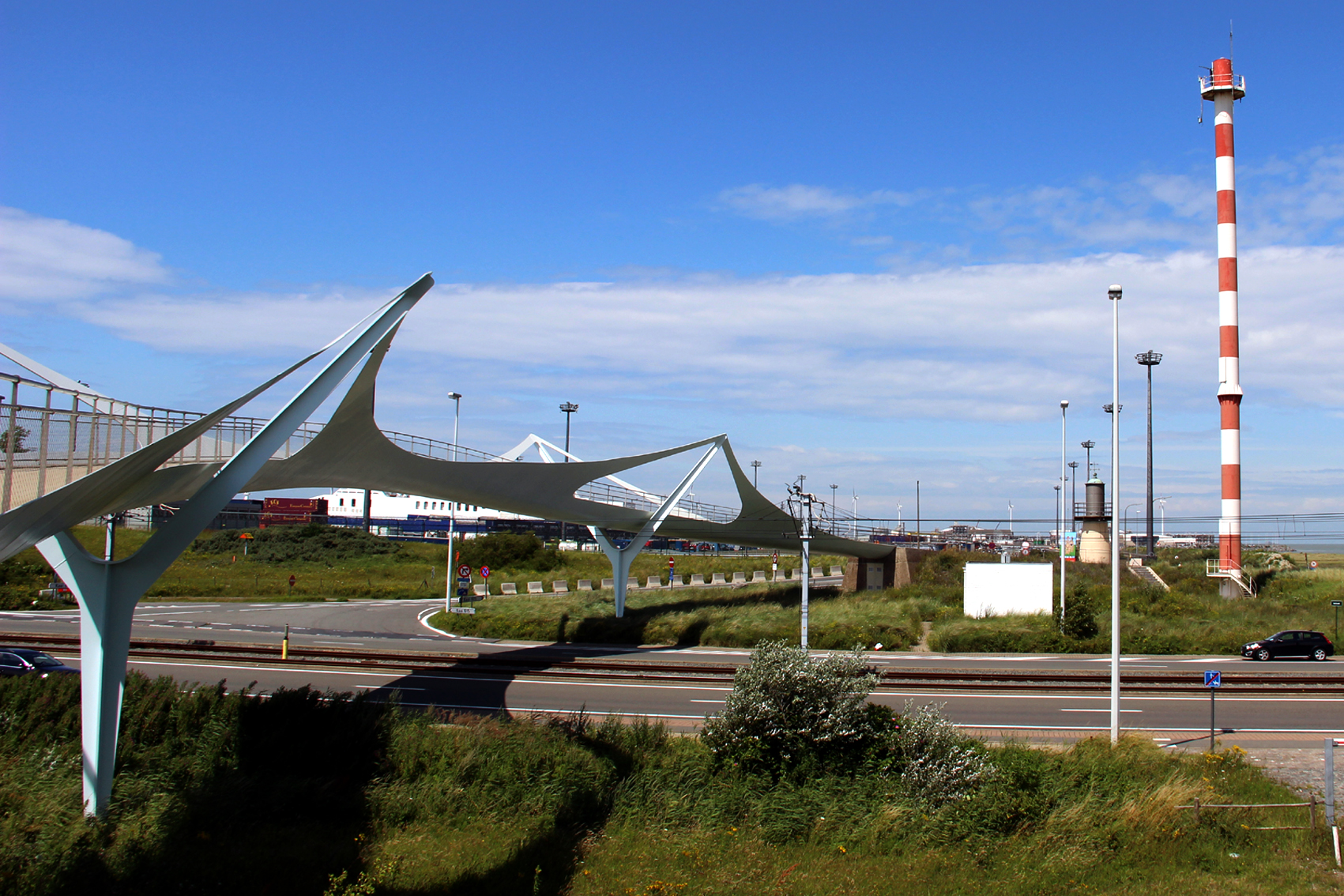
Voetgangers- en fietsersbrug "de Lichtenlijn" in Heist-aan-zee.

De Lichtenlijn is een modernistische voetgangers- en fietsersbrug op de grens tussen de Belgische plaatsen Heist-aan-zee en Zeebrugge.

## Geschiedenis
In augustus 2008 werd de voetgangers- en fietsersbrug over de Elisabetlaan ingehuldigd.
Aan het begin en het einde van de brug staan de beschermde vuurtorens Laag Licht en Hoog Licht. Na de bouw van de haven in Zeebrugge in het begin van de 20ste eeuw vormden deze vuurtorens een lichtenlijn. Vaartuigen die de havengeul binnenliepen door de vaargeul Pas van ’t Zand zaten op de goede koers van 136 graden als de lichtbundels van het laag en hoog geleidelicht zich op één lijn bevonden. De naam van de brug verwijst naar deze belangrijke bebakening van de haventoegang.
De Lichtenlijn verbindt de natuurgebieden de Baai van Heist, de Vuurtorenweiden en Sashul, en maakt tevens de verbinding tussen de kustfietsroutes en de routes in het fietsroutenetwerk Brugse Ommeland.
De brug is gebouwd naar een ontwerp van het ingenieursbureau Ney & partners uit Brussel. De ontwerper wilde een vloeiende overgang realiseren tussen een duinlandschap aan de zeezijde en een natuurgebied aan de landzijde.
De bouwheer is het Agentschap Maritieme Dienstverlening en Kust van de Vlaamse overheid.

## Foto’s

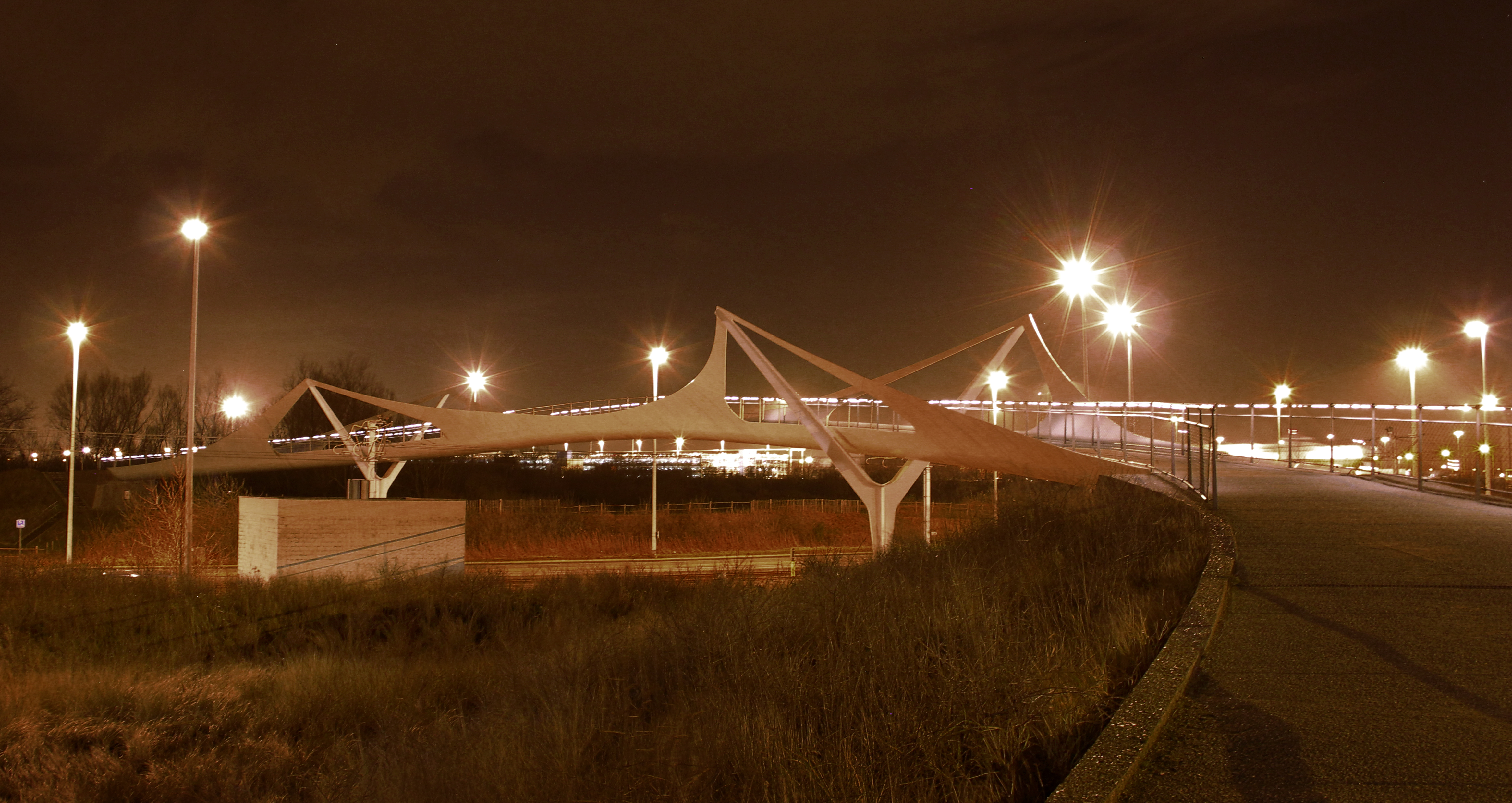
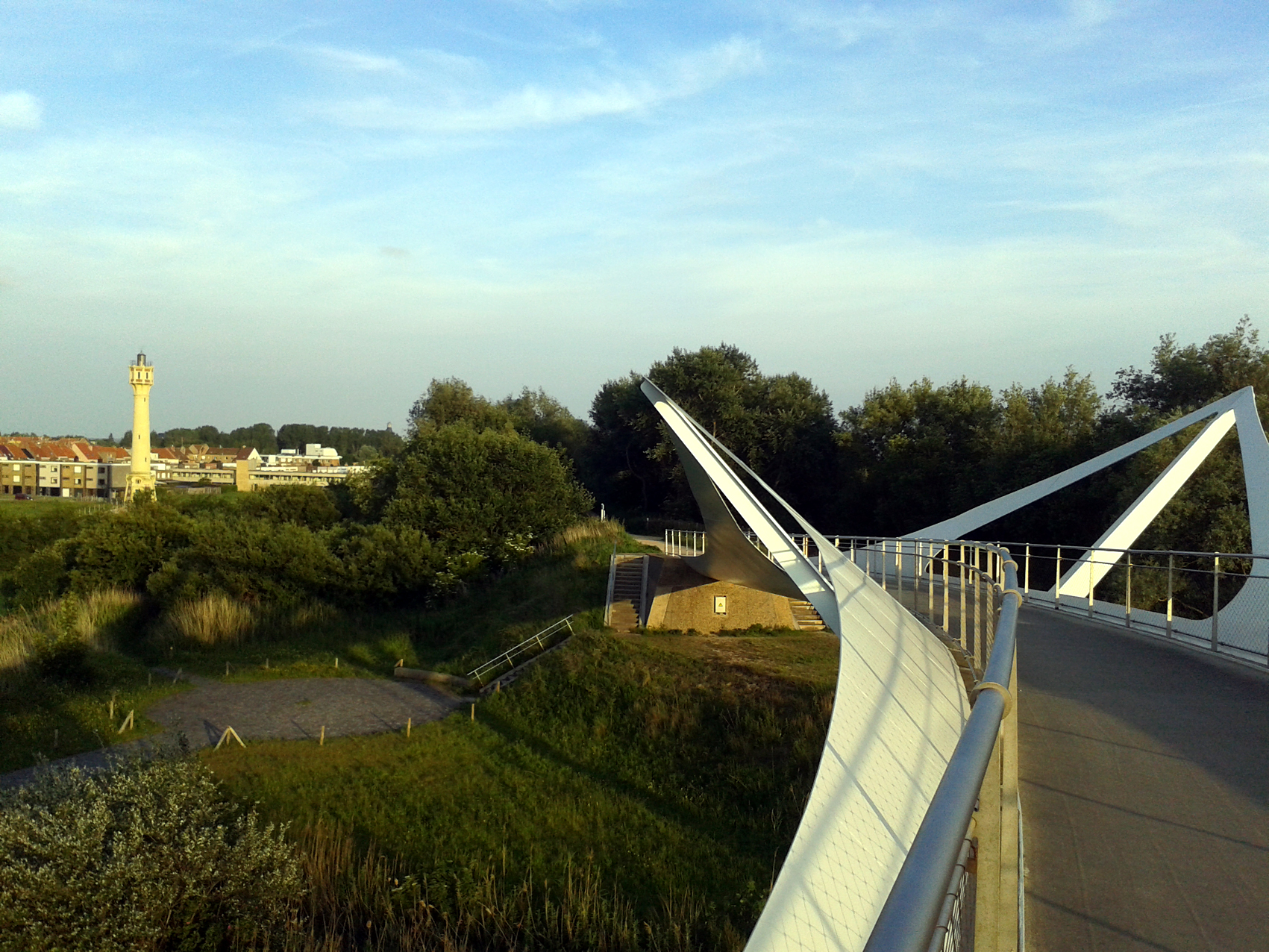
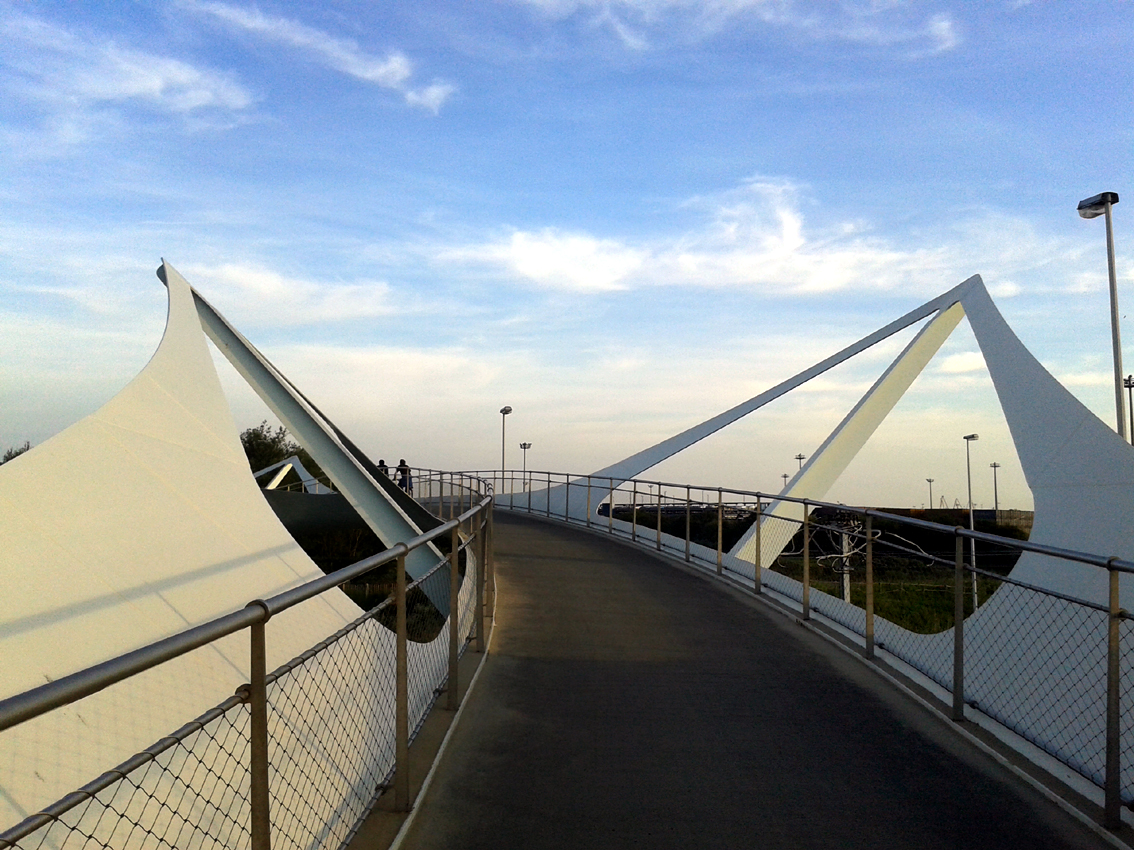
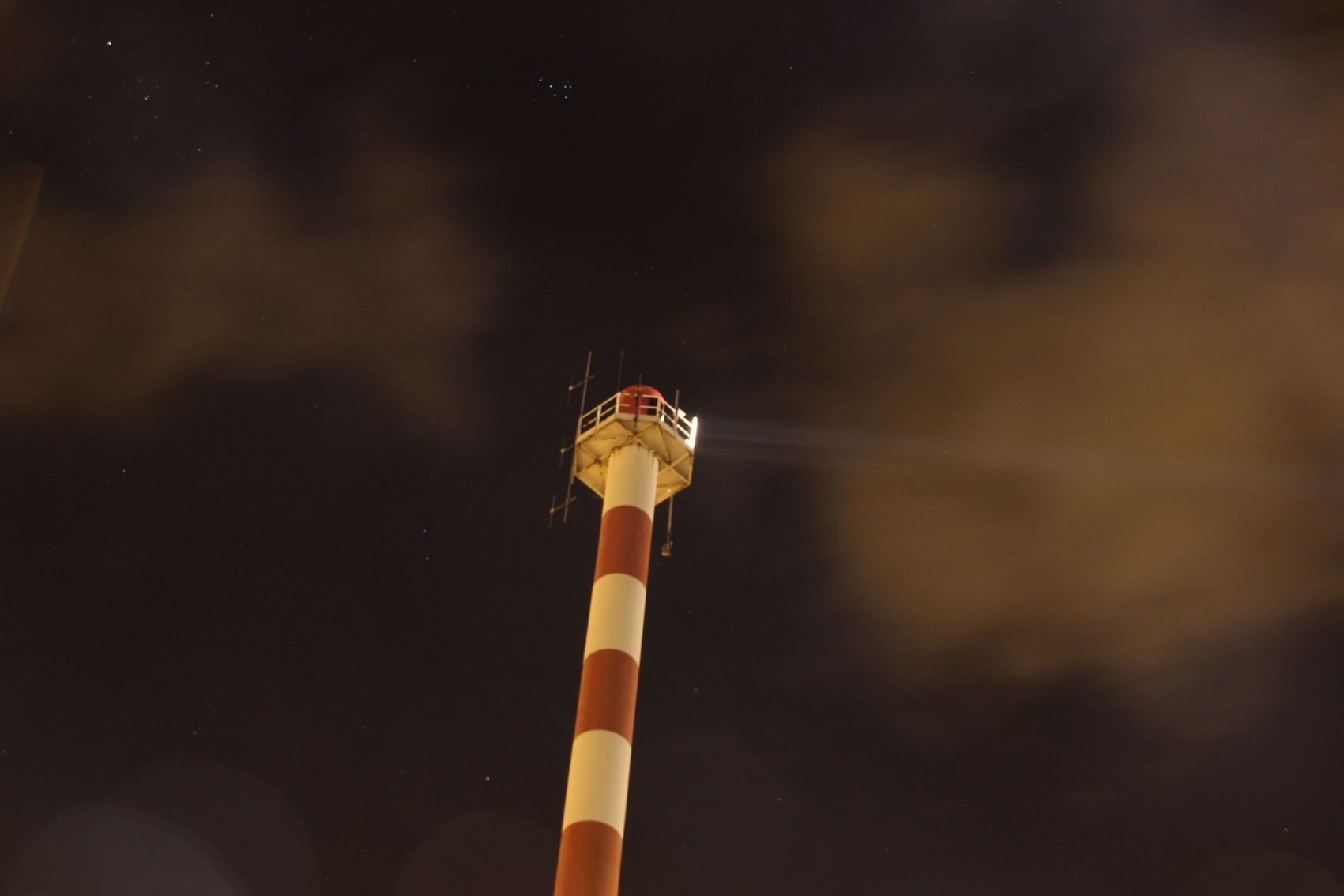
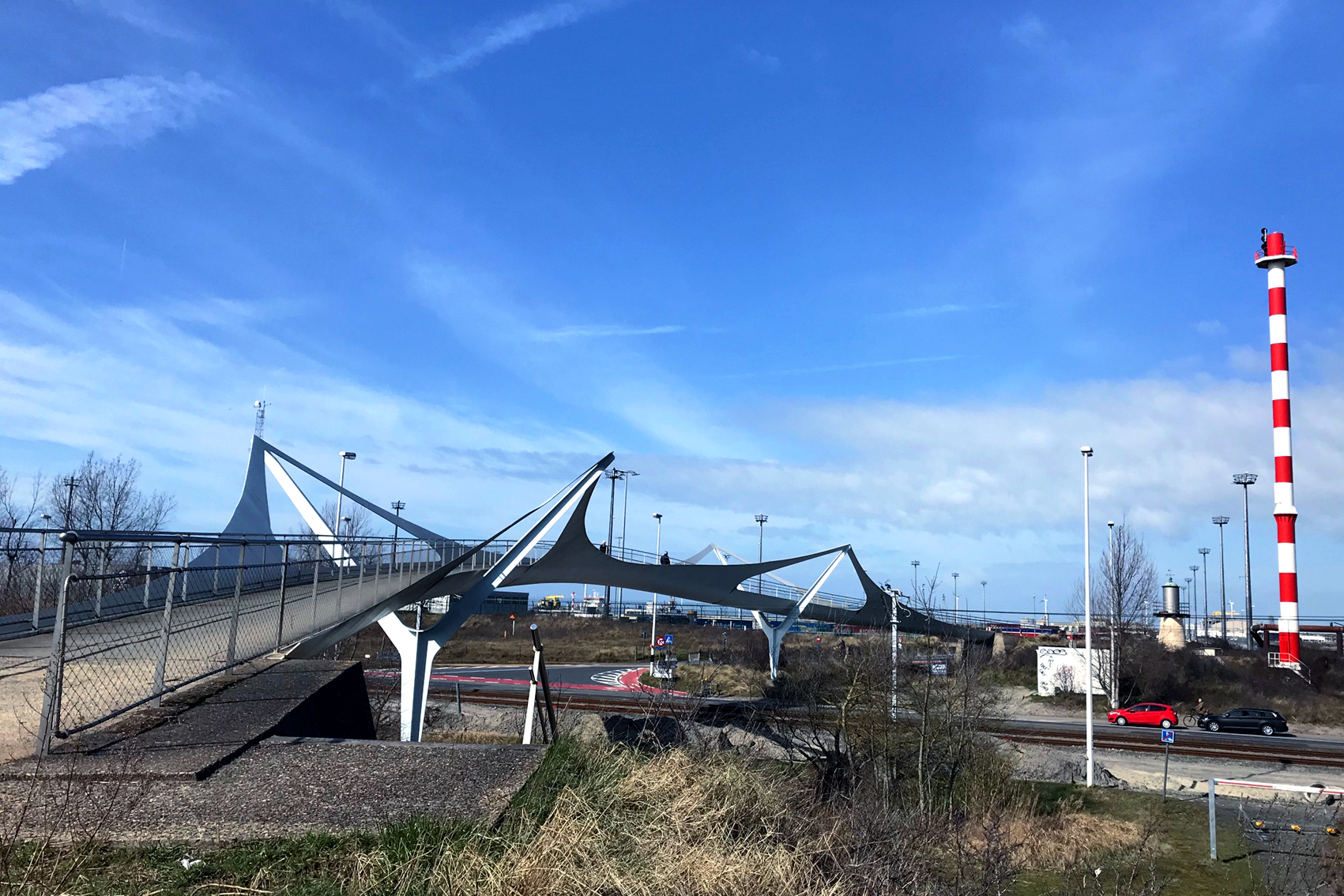